# Голва (Північна Дакота)
Голва (англ. Golva) — місто (англ. city) в США, в окрузі Голден-Веллі штату Північна Дакота. Населення — 84 особи (2020).

## Географія
Голва розташована за координатами 46°44′4″ пн. ш. 103°58′56″ зх. д. / 46.73444° пн. ш. 103.98222° зх. д. (46.734569, -103.982313).  За даними Бюро перепису населення США в 2010 році місто мало площу 0,86 км², з яких 0,85 км² — суходіл та 0,00 км² — водойми.

## Демографія
Згідно з переписом 2010 року, у місті мешкала 61 особа в 37 домогосподарствах у складі 13 родин. Густота населення становила 71 особа/км².  Було 52 помешкання (61/км²).
Расовий склад населення:
| - 100,0 % — білих |

До двох чи більше рас належало 0,0 %. Частка іспаномовних становила 0,0 % від усіх жителів.
За віковим діапазоном населення розподілялося таким чином: 18,0 % — особи молодші 18 років, 60,7 % — особи у віці 18—64 років, 21,3 % — особи у віці 65 років та старші. Медіана віку мешканця становила 51,2 року. На 100 осіб жіночої статі у місті припадало 84,8 чоловіків;  на 100 жінок у віці від 18 років та старших — 92,3 чоловіків також старших 18 років.
Середній дохід на одне домашнє господарство  становив 42 794 долари США (медіана — 31 250), а середній дохід на одну сім'ю — 65 761 долар (медіана — 41 875). Медіана доходів становила 33 250 доларів для чоловіків та 35 000 доларів для жінок. За межею бідності перебувало 2,9 % осіб, у тому числі 0,0 % дітей у віці до 18 років та 13,6 % осіб у віці 65 років та старших.
Цивільне працевлаштоване населення становило 66 осіб. Основні галузі зайнятості: роздрібна торгівля — 31,8 %, транспорт — 15,2 %, освіта, охорона здоров'я та соціальна допомога — 13,6 %.